# Atlas de Pinelli–Walckenaer

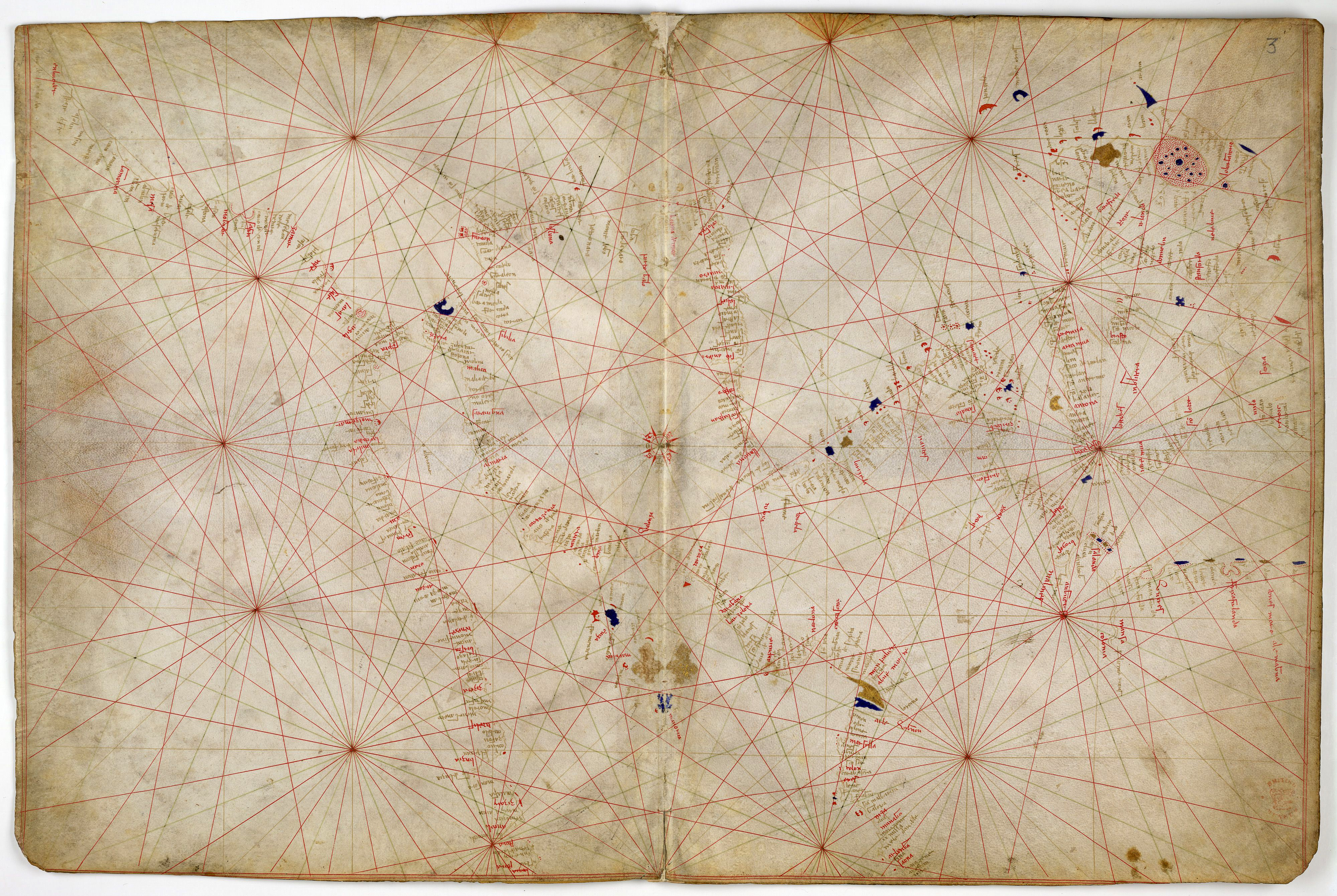
Feuille de l'atlas représentant l'Europe occidentale.

L'atlas de Pinelli–Walckenaer est un atlas, composé de 7 portulans, réalisé par un cartographe italien (vénitien ou génois) anonyme vers la fin du XIVe siècle. Il est conservé à la British Library de Londres, sous la cote Add Ms. 19510. Son nom provient de ses premiers propriétaires, la famille Pinelli de Venise, qui a conservé l'atlas pendant de nombreuses années, jusqu'à ce qu'il soit acheté en 1790 par le baron Charles Athanase Walckenaer, à Paris.
Il est relativement similaire à l'atlas Corbitis.

## Sources
- (en) T. Campbell, T. (1987) « Portolan charts from the late thirteenth century to 1500 », dans : J.B. Harley et D. Woodward, éd. The History of Cartography, Vol. 1 - Cartography in Prehistoric, Ancient, and Medieval Europe and the Mediterranean, Chicago, University of Chicago Press, 1987, p. 371-63 online (PDF) Lire en ligne